# Collio Goriziano Ribolla Gialla
Le Collio Goriziano Ribolla Gialla (ou Collio Ribolla Gialla) est un vin blanc italien de la région Frioul-Vénétie Julienne doté d'une appellation DOC depuis le 3 novembre 1989. Seuls ont droit à la DOC les vins récoltés à l'intérieur de l'aire de production définie par le décret. Les vignobles autorisés se situent dans la province de Gorizia dans les communes et hameaux de Brazzano, Capriva del Friuli, Cormons - Plessiva, Dolegna del Collio, Farra d'Isonzo, Lucinico, Mossa, Oslavia, Ruttars et San Floriano del Collio.
Le Collio Goriziano Ribolla Gialla répond à un cahier des charges moins exigeant que le Collio Goriziano Ribolla Gialla riserva, essentiellement en relation avec le vieillissement.

## Caractéristiques organoleptiques
- couleur: jaune paille.
- odeur: caractéristique, agréable
- saveur: sec, vif, frais,

Le Collio Goriziano Ribolla Gialla se déguste à une température comprise entre 8 et 10 °C. Il se gardera 1 - 2 ans.

## Production
Province, saison, volume en hectolitres :
- Gorizia (1990/91) 1079,88
- Gorizia (1991/92) 1243,49
- Gorizia (1992/93) 1567,42
- Gorizia (1993/94) 1480,12
- Gorizia (1994/95) 1573,7
- Gorizia (1995/96) 1470,4
- Gorizia (1996/97) 1550,51